# جبل سراج
جبل سراج (به لاتین: Jabal Saraj) یک منطقهٔ مسکونی در افغانستان است که در ولسوالی جبل‌سراج واقع شده‌است. جبل سراج ۱٬۵۷۳ متر بالاتر از سطح دریا واقع شده‌است.